# Polystichtis latona
Polystichtis latona är en fjärilsart som beskrevs av William Chapman Hewitson 1853. Polystichtis latona ingår i släktet Polystichtis och familjen Riodinidae. Inga underarter finns listade i Catalogue of Life.